# 朝倉橘広庭宮
朝倉橘広庭宮（あさくらのたちばなのひろにわのみや）は、飛鳥時代に斉明天皇が営んだ宮殿。

## 記録
『日本書紀』によれば、斉明天皇6年（660年）7月に百済が唐と新羅によって滅ぼされると、斉明天皇は難波などを経て斉明天皇7年（661年）3月25日に娜大津（諸説あり後述）より磐瀬行宮（いわせのかりみや）に入り、さらに5月9日に朝倉橘広庭宮に移って、百済復興の戦に備えた。しかし、7月24日に同地で死去した。
朝倉橘広庭宮の建設に際しては、朝倉社の木を切って用いたために神が怒って宮殿を壊したほか、宮中では鬼火が目撃され、大舎人らに病死者が続出したという。ただし異説として、病死ではなく筑紫君磐井の残党に討たれ、宮家を焼かれたと言う説もある。
また、鎌倉時代の十訓抄には上巻可施人恵事、一ノ二「天智天皇世につつみ給ふことありて筑前国上座郡朝倉といふ処の山中に黒木の屋を造りおはしけるを木の丸殿といふ　丸木にて造るゆえなり」とある。

## 比定地
日本書紀に現れる各地名の比定地は定まってない。「（廃）」は現存しない。
- 娜大津[2]
  - 「那の大津（なのおおつ）」を旧地名とする、博多津（現在の福岡県福岡市の博多湾）に比定
  - 「干娜大津」高知県高知市朝倉付近の旧地名（朝倉神社）
- 磐瀬行宮
  - 那の津の「官家（みやけ）」の地。書紀巻18宣化天皇「修造官家、那津之口」より。「官家」の比定地も諸説あり、福岡県福岡市南区三宅（地名より）、比恵遺跡（福岡市博多区。旧地名にも「官田」「三宅田」などあり）などがある。
  - 龍頭遺跡群（廃）（福岡県那珂川市梶原）ほか、同町の安徳台遺跡群や裂田神社。
  - 高宮八幡宮（福岡県福岡市南区高宮）。近所に「磐瀬」の旧地名。
  - 御館山の御館社（廃）（福岡県中間市岩瀬）、中間駅近く
  - 村山神社（愛媛県四国中央市）
- 朝倉橘広庭宮（後述）
  - 福岡県朝倉市（甘木、須川、宮野、山田、杷木志波、等）
  - 福岡県田川郡川崎町大字安眞木字朝倉の近隣の神社や遺跡
  - 朝倉神社（高知県高知市朝倉）

朝倉橘広庭宮があった所在地は、地名から現在の福岡県朝倉市の地とされるが、考古学的な証拠は一切見つかっていないことに注意したい。福岡県朝倉市大字須川には奈良時代の寺院跡である長安寺廃寺跡が残っており「橘廣庭宮之蹟」の碑が建てられている。山田の恵蘇八幡宮にも「木の丸御所の地」の碑文があるが、これらは朝倉橘広庭宮の時代とは全く合致しない。
福岡県田川郡川崎町大字安眞木字朝倉の「アマギ」と「アサクラ」は、「大字」と「字」のため、古い地名であると推測され、比較的新しい地名である筑後の甘木市や朝倉市よりも、朝倉橘広庭宮があった所在地の可能性が高いかもしれない。
高知県高知市朝倉丙にある朝倉神社の社伝では、朝倉橘広庭宮は同社にあたるとしている。また同社では、社殿背後に立つ「赤鬼山」が『日本書紀』に記述のある「鬼が天皇の喪の儀式を覗いていた山」であると伝えられる。